# 20208 Philiphe
A 20208 Philiphe (ideiglenes jelöléssel (20208) 1997 FC4) a Naprendszer kisbolygóövében található aszteroida. A LINEAR projekt keretében fedezték fel 1997. március 31-én.